# トンパ教
トンパ教（東巴教、-きょう）は、中華人民共和国の雲南省麗江市玉龍納西族自治県を中心に住む納西族の民間宗教である。当地のシャーマニズムとアニミズムを起源に、地理的に近いチベット仏教やイスラーム、ヒンドゥー教の影響などを受けて成立している。
教義には明確な体系があるわけではなく、自然崇拝と善悪二元論がその特徴である。教典は独自の象形文字「トンパ文字」で記される。
トンパ教のシャーマンのことをトンパと称する。トンパはトンパ教の儀式を司り、トンパ文字で伝えられる教典を受け継いでいる。